# Griechische Komödie

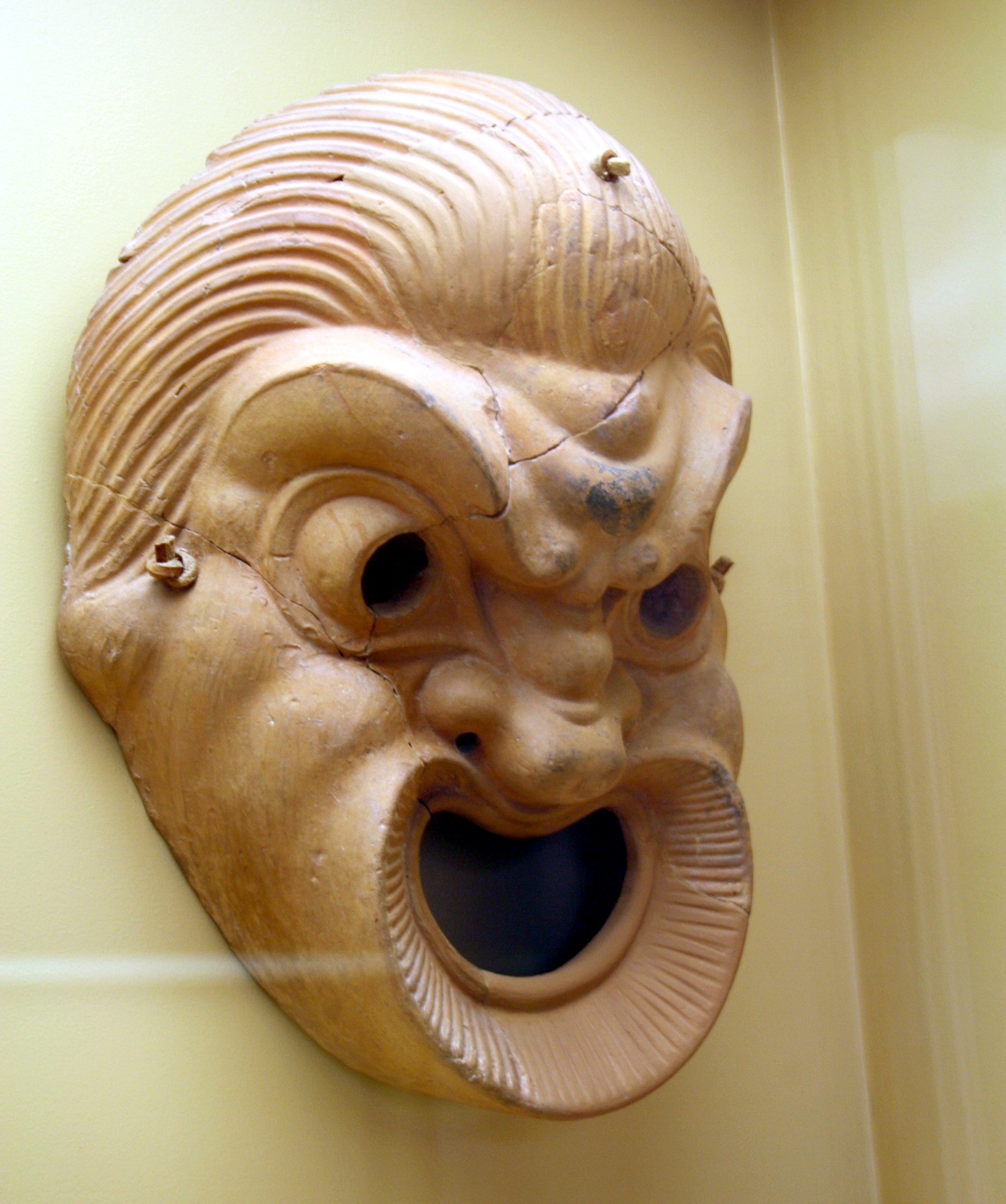
Komödienmaske (Sklave), um 250 v. Chr.

Die griechische Komödie ist eine literarische Gattung von Bühnenwerken mit meist komischen Wirkungen und in der Regel glücklichem Ausgang. Die griechische Komödie und die griechische Tragödie begründen die lange Tradition der Komödie und der Tragödie in Europa, der wichtigsten Gattungen des europäischen Dramas. Häufig ist in der Komödie ein Konflikt gestaltet, der vermeintliche Werte entlarvt oder menschliche Schwächen bloßlegt und dessen Lösung Lachen hervorruft. Es ist schwer, die Komödie eindeutig zu definieren. Als Hauptmerkmal hat selbst das Komische nur bedingt Gültigkeit, da zur Komödie auch Kombinationen mit ernsten oder absurden Gattungen wie Tragikomödie oder Groteske zählen.
Der Inhalt einer griechischen Komödie ist (in der Zeit der Alten Komödie) die spottende Auseinandersetzung mit prominenten Bürgern oder bekannten Persönlichkeiten. Das Thema ist es, Geschichten aus dem Leben der Polis wiederzugeben. Die Aufgabe einer Komödie ist eine Vermittlung bestimmter Werte durch Lachen (durch Lachen etwas beigebracht zu bekommen).
Die Komödie entstand wie auch die Tragödie aus dem Dionysoskult, wobei Phallosträger Lieder zu Ehren des Dionysos sangen, um einen Vegetationszauber auszuüben. Teilweise aus dieser Tradition ging die dorische Komödie, deren bedeutendster Vertreter Epicharmos von Kos war, hervor. Seit 488 v. Chr. gab es die ersten Aufführungen von Komödien in Athen, die sich zwei Jahre später zu jährlich stattfindenden Dichterwettbewerben ausdehnten, die Lenäen im Januar/Februar und die Dionysien im März/April.
Die weitere Entwicklung der Komödie wird seit dem Hellenismus (Aristophanes von Byzanz) in Alte, Mittlere und Neue Komödie eingeteilt.

## Alte Komödie
Die attische Alte Komödie oder Archaia (altgriechisch Ἀρχαῖα Archaia) begann im 5. Jahrhundert v. Chr. In seiner Poetik (poet. 3,1448a) nennt Aristoteles die ältesten athenischen Komödiendichter Chionides und Magnes, die in der 1. Hälfte des 5. Jahrhunderts v. Chr. tätig waren. Von ihren Werken ist jedoch kaum etwas erhalten. Als bedeutendster Vertreter der ersten Phase der vollentwickelten Alten Komödie gilt Kratinos. Er legte mit seinem Humor und seinem Spott gegen athenische Politiker den Grundstein für weitere Komödiendichter wie Hermippos und Eupolis. Die für die Anfangsphase der Mittleren Komödie charakteristische Mythenparodie findet sich auch bei Kratinos. Der wohl berühmteste Dichter dieser Zeit und bedeutendster Vertreter der zweiten Phase der Alten Komödie ist Aristophanes (um 448 – 385 v. Chr.). Mit seinen Satiren und Karikaturen wie z. B. von Sokrates in seinem Stück Die Wolken begeisterte er das Publikum und kritisierte zugleich politische Zustände und wissenschaftliche Strömungen. Typisch für die Komödien dieser Zeit ist, dass reale Persönlichkeiten aus dem zeitgenössischen Athen beim Namen verspottet und mit phantastischen Handlungen (Abstieg in die Unterwelt in Die Frösche des Aristophanes) oder Figuren (Krieg und Frieden in Der Frieden des Aristophanes) dargestellt werden. Zudem spielt der Chor eine wichtige Rolle und nimmt in der Parabase in der Mitte des Stücks eine wichtige Stellung ein.
Neben den politischen Stücken gab es bereits zur Zeit der Alten Komödie unpolitische Stücke, deren Anfang mit Krates zusammengebracht wird. Anstelle von Invektiven auf reale Personen werden in diesen Komödien fiktive Handlungen geschaffen, die in sich geschlossen sind. Diese Form führte Pherekrates weiter. Zudem nahm die Rolle des Chores immer weiter ab, bis die Parabase wegfiel. Die Vögel des Aristophanes sind das letzte Stück mit vollständiger Parabase. Die 405 v. Chr. uraufgeführte Komödie Die Frösche des Aristophanes wird inhaltlich und formal als letztes Stück der Alten Komödie angesehen.
Zur Zeit der Alten Komödie wurden zwischen 500 und 600 Komödien aufgeführt und ungefähr 55 Autoren sind namentlich überliefert. Einige Vertreter der Alten Komödie sind auch durch die teilweise überlieferten Siegerlisten bekannt, in denen die folgenden Dichter am häufigsten genannt werden:
- Magnes: 11 Siege bei Lenäen und Dionysien
- Kratinos: 3 Siege bei den Lenäen, 6 Siege bei den Dionysien
- Telekleides: 5 Siege bei den Lenäen, 3 Siege bei den Dionysien
- Eupolis: 3 Siege bei den Lenäen, 4 Siege bei den Dionysien
- Aristophanes: mind. 4 Siege bei den Lenäen, mind. 2 Siege bei den Dionysien
- Hermippos: 4 Siege bei den Lenäen, mindestens 1 Sieg bei den Dionysien
- Phrynichos: 2 Siege bei den Lenäen, mind. 1 Sieg bei den Dionysien
- Pherekrates: 2 Siege bei den Lenäen, 1 Sieg bei den Dionysien
- Ameipsias: mind. 1 Sieg bei den Dionysien
- Platon: mind. 1 Sieg bei den Dionysien

## Mittlere Komödie
Der Übergang der Alten Komödie in die Mittlere Komödie oder Mese (altgriechisch Μέση Mesē) fällt in die Zeit um 400 v. Chr. Dieser Wandel wird einerseits auf den größeren Einfluss der Tragödie und andererseits auf die gesellschaftlich-politische Veränderungen in Athen infolge der Niederlage im Peloponnesischen Krieg 404 v. Chr. zurückgeführt. Obwohl in dieser Zeit zwischen 600 und 800 Komödien verfasst wurden, sind nur noch wenige Fragmente und 60 Autorennamen überliefert. Zwischen 400 und 360 v. Chr. lag der Fokus auf mythischen Stoffen, sodass oft Tragödien in Komödien umgeschrieben wurden. Anders als in der Alten Komödie sind diese Stücke nicht durch das Phantastische charakterisiert, sondern die Figuren der Tragödie (Helden, Könige, Götter) werden zu Figuren des Alltagslebens. Nach 360/350 v. Chr. fällt die Mythenparodie fast gänzlich weg und stattdessen wird der bürgerliche Alltag thematisiert. In dieser Zeit werden bestimmte Typenrollen (Sohn aus gutem Hause, strenger Vater, schlauer Sklave, schöne Hetäre, prahlender Soldat usw.) ausgebildet. Aus der Bearbeitung von Tragödien bildete sich das Schema von fünf Akten auch für die Komödie heraus. Zu den bedeutendsten Vertretern gehörten Antiphanes, Anaxandrides, Timokles, Alexis und Xenarchos. Viele Fragmente sind durch Athenaios überliefert.

## Neue Komödie
Die Neue Komödie oder Nea (altgriechisch Νέα Nea) war zur Zeit von Menander (um 342–291 v. Chr.) bereits völlig entwickelt. Weitere Vertreter waren Diphilos, Philemon, Apollodoros von Karystos und Poseidippos. Ihre Werke wurden in der Mitte des 3. Jahrhunderts zu Klassikern und wiederaufgeführt. In den folgenden Jahrhunderten sind bis ins 3. Jahrhundert n. Chr. Autorennamen in sinkender Zahl überliefert, die im Stil der Neuen Komödie schrieben. Durch die Herrschaft von makedonischen Königen in späterer Zeit war es mit der Demokratie und Redefreiheit in Athen vorbei. Infolgedessen konnte der Dichter keine Anspielungen auf Personen bzw. Karikaturen mehr in seinen Stücken verwenden. So verlagerte sich der Inhalt von der bissigen Satire auf die Darstellung verschiedener Personentypen, die sich seit der Mittleren Komödie ausgebildet hatten. Die Neue Komödie wurde in der römischen Palliata aufgegriffen.

## Szenische Darstellung
Ein Problem der Forschung zur Komödie ist es herauszufinden, in welcher Weise die Stücke genau aufgeführt wurden. Problematisch hierbei ist, dass im Originaltext nur die einzelnen Dialogpartien überliefert sind, keinerlei Regieanweisungen oder sonstige Hinweise, die etwas über die Darstellung sagen.
Dies lässt sich etwa am Beispiel der Wolken des Aristophanes zeigen, wo im griechischen Originaltext mehrfach Sprünge in der Handlung auftauchen, etwa, als Strepsiades sich entschließt, in das Phrontisterion des Sokrates zu gehen. Der Übergang an dieser Stelle erfolgt in nur zwei Versen:
ἀλλ' εὐξάμενος τοῖσιν θεοῖς διδάξομαι

αὐτὸς βαδίζων εἰς τὸ φροντιστήριον.

πῶς οὖν γέρων ὢν κἀπιλήσμων καὶ βραδὺς

λόγων ἀκριβῶν σκινδαλάμους μαθήσομαι;

Aber, bei den Göttern, ich will mich lehren lassen,

indem ich selbst ins Phrontisterion gehe.

Wie nun soll ich vergesslicher und langsamer Greis, der ich bin,

die Spitzfindigkeiten der genauen Worte lernen?

(Aristophanes, Wolken V. 127–130)
Es ist anzunehmen, dass Strepsiades beim oder nach dem Sprechen von Vers 128 am Phrontisterion ankommt. Was aber der Schauspieler dabei auf der Bühne getan hat und wie viel Zeit bei der Aufführung des Stückes tatsächlich vergangen ist, bleibt bislang unklar. Leider gibt es zu dieser Frage nahezu keine archäologischen Zeugnisse, da die antiken Theater in der früheren Zeit meist aus Holz gebaut waren und somit der Nachwelt nicht erhalten geblieben sind.

## Ausgaben und Übersetzungen
- Rudolf Kassel, Colin Austin (Hrsg.): Poetae Comici Graeci. De Gruyter, Berlin (kritische Ausgabe)
  - Band 1: Comoedia Dorica, mimi, phylaces, 2001, ISBN 3-11-016949-5
  - Band 2: Agathenor – Aristonymus, 1991, ISBN 3-11-012840-3
  - Band 3,2: Aristophanes. Testimonia et fragmenta, 1984, ISBN 3-11-0098938-0
  - Band 4: Aristophon – Crobylus, 1983, ISBN 3-11-002405-5
  - Band 5: Damoxenus – Magnes, 1986, ISBN 3-11-010922-0
  - Band 6,1: Menander. Dyscolus et fabulae quarum fragmenta in papyris membranisque servata sunt (hrsg. von Rudolf Kassel und Stephan Schröder), 2022, ISBN 3-11-010923-9
  - Band 6,2: Menander. Testimonia et fragmenta apud scriptores servata, 1998, ISBN 3-11-015825-6
  - Band 7: Menecrates – Xenophon, 1989, ISBN 3-11-012035-6
  - Band 8: Adespota, 1995, ISBN 3-11-014534-0
- John Maxwell Edmonds, The Fragments of Attic Comedy after Meineke, Bergk, and Kock. 4 Bände, Brill Archive, Leiden, 1957–1961
- Stuart Douglas Olson (Hrsg.): Broken Laughter. Select Fragments of Greek Comedy. Oxford University Press, Oxford 2007, ISBN 978-0-19-928785-7 (kritische Ausgabe mit Kommentar und englischer Übersetzung)
- Ian C. Storey  (Hrsg.): Fragments of Old Comedy. 3 Bände, Harvard University Press, Cambridge (Mass.)–London, 2011. (Loeb Classical Library Nrr. 513–515)
- Nigel Guy Wilson (Hrsg.): Aristophanis fabulae. 2 Bände, Oxford University Press, Oxford 2007 (kritische Ausgabe)
- Jeffrey Henderson (Hrsg.): Aristophanes. 5 Bände, Harvard University Press, Cambridge (Mass.)–London, 1998–2007. (Loeb Classical Library 178N, 488, 179N, 180N, 502)
- William Geoffrey Arnott (Hrsg.): Menander. 3 Bände, Harvard University Press, Cambridge (Mass.)–London, 1979 (corr. 1997), 1996, 2000. (Loeb Classical Library Nrr. 132N, 459, 460)